# Гончариха (річка)
Гончариха, Гончарівка — річка в Уманському районі Черкаської області, права притока Гнилого Тікичу (басейн Південного Бугу).

## Опис
Довжина річки 20 км, похил річки — 4,2 м/км. Формується з багатьох безіменних струмків та водойм. Площа басейну 109 км².

## Розташування
Гончариха бере початок на сході від села Ризине. Тече переважно на північний схід через села Барвінок і Яблунівка. У межах Бужанки впадає у річку Гнилий Тікич, ліву притоку Тікичу.

## Притоки
Річка без назви - ліва притока. Приблизна довжина - 6 км. Бере початок на південно-західній околиці села Шубині Стави і тече переважно на північний схід через село. На північно-західній околиці села Яблунівка впадає у Гончариху  .